# Waldhaus (Mohlsdorf-Teichwolframsdorf)
Waldhaus ([ˈvaltˌhaʊ̯s] ⓘ) ist ein Ortsteil der Landgemeinde Mohlsdorf-Teichwolframsdorf im Landkreis Greiz in Thüringen.

## Lage und Verkehr
Der Ortsteil Waldhaus liegt im Greiz-Werdauer Wald am sogenannten Bierweg, der über die Landesstraße 2344 zu erreichen ist. Es gibt weitere Zuwege, die ausgeschildert sind. Südöstlich vom Ortsteil befindet sich Mohlsdorf. Die Linie 7 der PRG Greiz bedient fünfmal täglich eine Haltestelle im Ort. Das Befahren des Dorfes mit Kraftfahrzeugen ist für Touristen untersagt, vor dem Ortseingang befindet sich deshalb ein weiträumiger Parkplatz.

## Geschichte

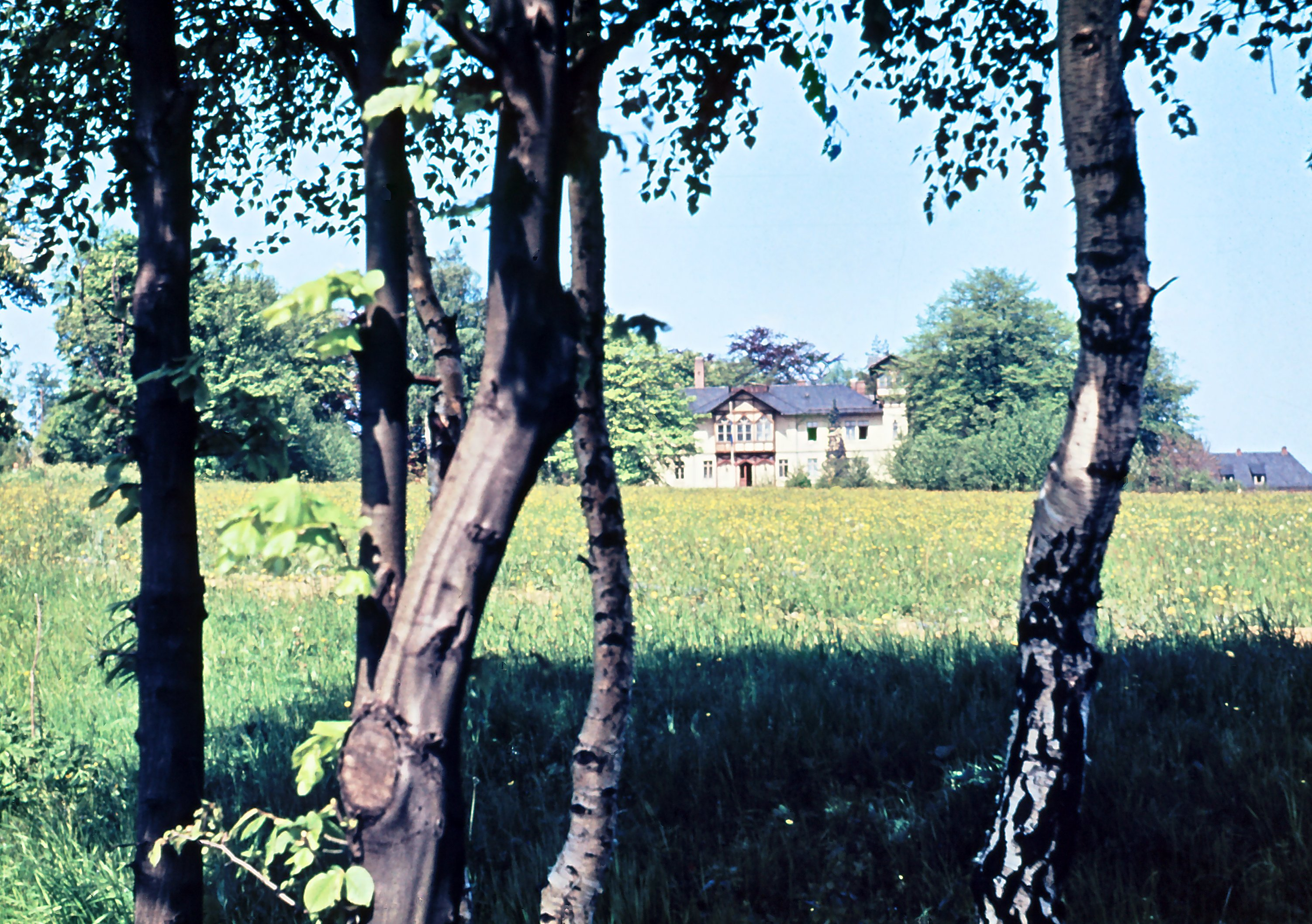
Jagdschloss Ida-Waldhaus

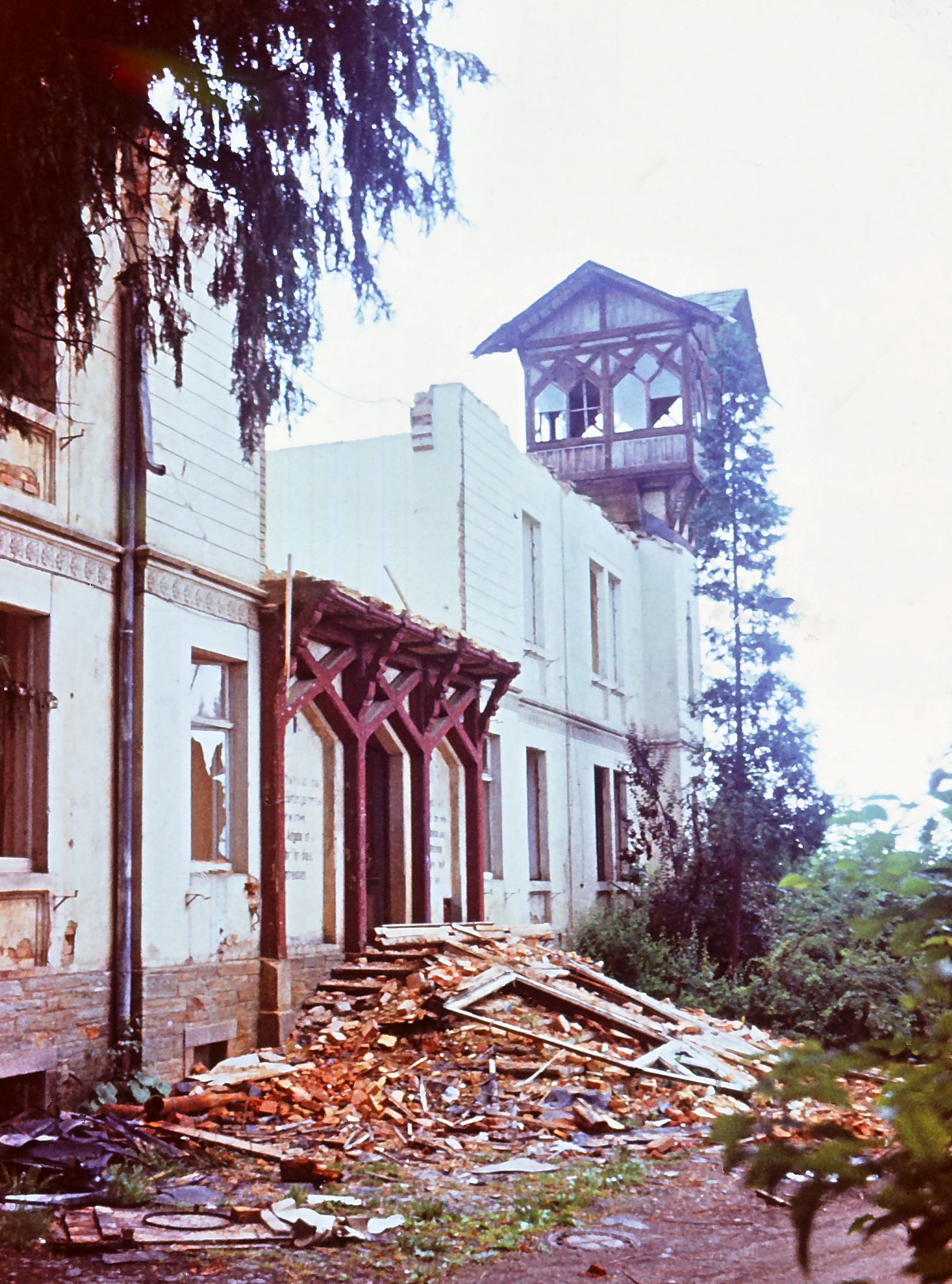
Abriss des Jagdschlosses

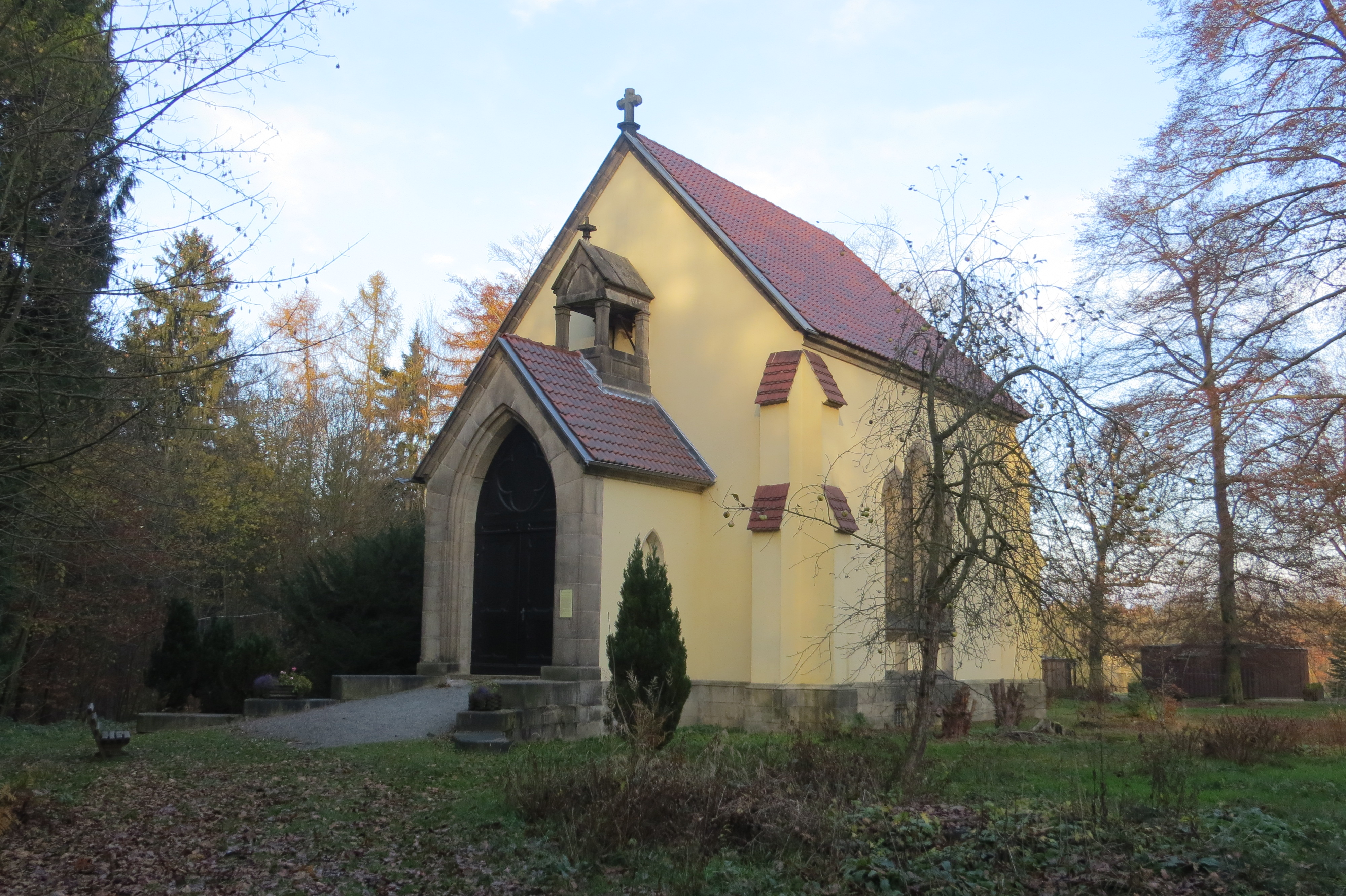
Mausoleum

Am 15. Dezember 1724 wurde der Ortsteil im Wald erstmals urkundlich erwähnt.
Von 1871 bis 1873 ließ Fürst Heinrich XXII. das Jagdschloss Ida-Waldhaus erbauen.
Nach seinem Tod wurde das Schloss durch die Forstverwaltung genutzt. Nach dem Ersten Weltkrieg beherbergte es ein Genesungsheim für Tuberkulosekranke. Nach Ende des Zweiten Weltkriegs richteten Volkseigene Betriebe im Jagdschloss ein Betriebsferienheim ein. Ab 1953 wurde es als Betriebsberufsschule des Staatlichen Forstwirtschaftsbetriebes Gera genutzt, der 1955 ein neues Kulturhaus in unmittelbarer Nähe errichtete.
Ab 1969 begann die Umgestaltung zum Naherholungsgebiet. Das Jagdschloss wurde bis auf einen Seitenflügel abgerissen und zu einer Wanderunterkunft umgestaltet, das Kulturhaus in eine Gaststätte umgewandelt. Es entstanden das Tiergehege sowie ein Spielplatz. Seit Mitte der 1990er Jahre stehen Gaststätte und der Rest des Jagdschlosses leer.
Von 1878 bis 1883 ließ der Fürst außerdem ein Mausoleum errichten. Dieses befindet sich allerdings wie auch ein Teil des Tiergeheges auf Pohlitzer Flur und damit auf dem Gebiet der Stadt Greiz. Im Herbst 1891 wurde dort zunächst seine Frau Ida zu Grabe getragen, 1902 auch Heinrich XXII. selbst und schließlich 1927 beider Sohn, Heinrich der XXIV. Im April 1969 wurden die Särge entfernt, ihr Inhalt eingeäschert und die Urnen auf dem neuen Friedhof in Greiz beigesetzt. Nachdem das Gebäude jahrelang dem Verfall preisgegeben war, wurde es von 1994 bis 1997 grundlegend restauriert und kann besichtigt werden.
1922 wurde Herrmannsgrün, auf dessen Flur Waldhaus liegt, nach Mohlsdorf eingemeindet.
Heute ist das Tiergehege ein beliebtes Ausflugsziel. Die umliegenden Wälder werden von Wanderern und Radfahrern aufgesucht.

## Weiteres
Am südlichen Ortsrand befindet sich eine geologische Besonderheit, eine Triasscholle aus Muschelkalk mit für die Region einzigartiger Flora. Die nächsten Muschelkalkvorkommen befinden sich etwa 60 km nordwestlich im Raum Jena/Eisenberg. Als Relikt des Kalkabbaus steht heute dort die sogenannte Kalkhütte.